# Linnea Nilsson
Linnea Nilsson, född 1976, var förbundsordförande för Vänsterns studentförbund mellan 2004 och 2006. Hon är doktorand vid Tema etnicitet vid Linköpings universitet.